# Suzanna
Pour plus de détails, voir Fiche technique et Distribution.
Suzanna est un film américain réalisé par F. Richard Jones et sorti en 1923.

## Synopsis
Dans l'espoir d'agrandir leurs propriétés, Don Fernando et Don Diego prévoient de marier leurs enfants, Dolorès et Ramon, alors que Ramon est amoureux de Suzanna et que Dolores s'intéresse à Pancho, un toréador.

## Fiche technique
- Réalisation : F. Richard Jones

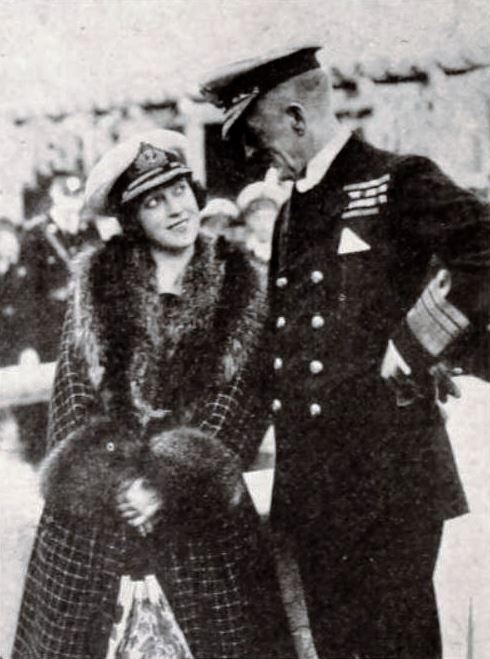
Mabel Normand en compagnie de l'Amiral Sir William Pakenham de la British Navy, lors du tournage du film.

- Scénario : Mack Sennett d'après une histoire de Linton Wells
- Producteur : Mack Sennett
- Photographie : Fred W. Jackman, Homer Scott, Robert Walters
- Musique : Bert Lewis
- Montage : Allen McNeil
- Distributeur : Allied Producers & Distributors Corporation
- Durée : 80 minutes (8 bobines)[1].
- Date de sortie : 
  - États-Unis : 26 février 1923

## Distribution

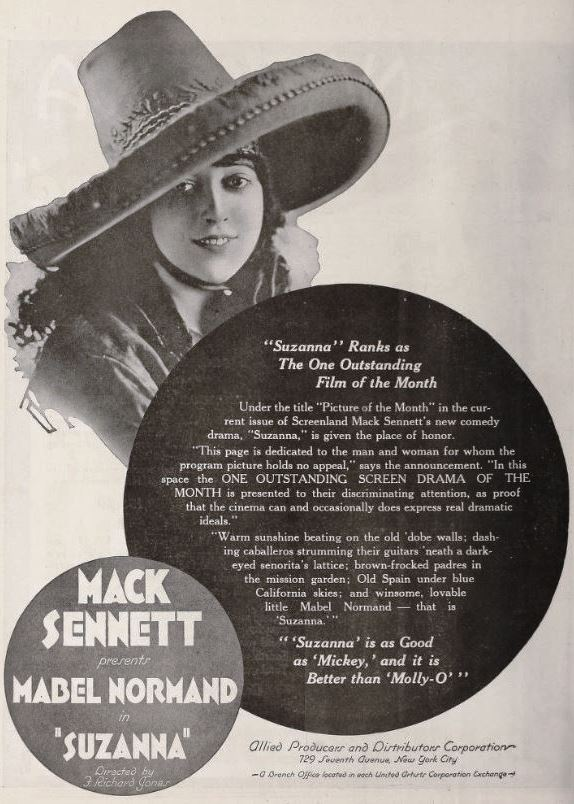
Annonce du film dans le magazine Exhibitors Trade Review.

- Mabel Normand : Suzanna
- George Nichols : Don Fernando
- Walter McGrail : Ramón
- Evelyn Sherman : Doña Isabella
- Léon Bary : Pancho
- Eric Mayne : Don Diego
- Winifred Bryson : Dolores
- Carl Stockdale : Ruiz
- Lon Poff : Álvarez
- George Cooper : Miguel
- Minnie Devereaux : elle-même
- Black Hawk : lui-même